# 더니딘 국제공항
더니든 국제공항(영어: Dunedin International Airport, IATA: DUD, ICAO: NZDN)은 더니든에 위치한 뉴질랜드의 공항으로 현재 1개의 터미널, 2개의 에어브리지, 5개의 게이트를 보유하고 있다. 2015년 이전까지는 국제공항이었지만, 이후에 국내선 전용 공항으로 변경되었다. 이후 2025년 다시 국제선도 취급하는 국제공항으로 재변경되었다.

## 운항 노선

### 국제선
| 항공사            | 목적지     |
| ----------------- | ---------- |
| 제트스타 뉴질랜드 | 골드코스트 |

### 국내선
| 항공사            | 목적지                           |
| ----------------- | -------------------------------- |
| 에어뉴질랜드      | 오클랜드, 크라이스트처치, 웰링턴 |
| 제트스타 뉴질랜드 | 오클랜드                         |

## 같이 보기
- 뉴질랜드의 항공사 목록